# 벌거숭이 임금님

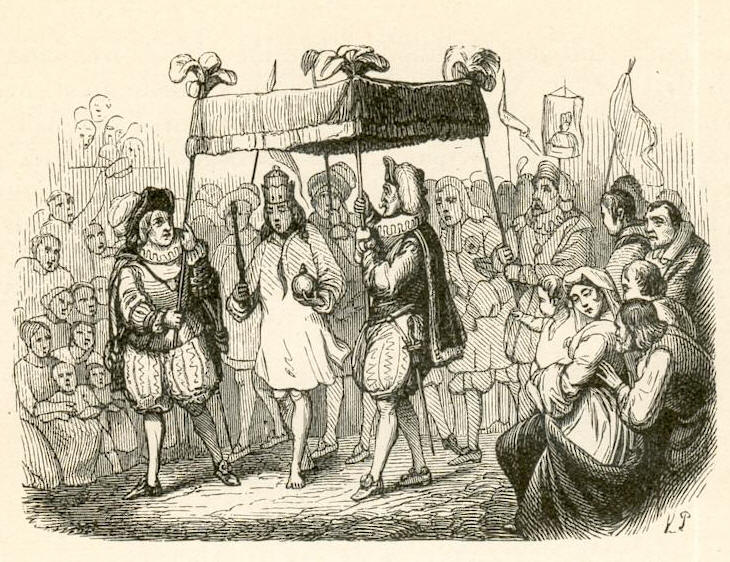
안데르센 최초의 삽화가 빌헬름 페데르센의 삽화

《벌거숭이 임금님》 또는 《벌거벗은 임금님》(덴마크어: Kejserens nye Klæder)은 1837년에 출판된 한스 크리스티안 안데르센의 단편작이다. 원제는 《임금님의 새 옷》(영어: The Emperor's New Clothes)이다.

## 줄거리
어느 왕국에 새 옷을 좋아하고 호화롭고 사치스러운 생활을 즐기는 임금님이 살고 있었다. 왕실에서 근무하는 두 명의 재봉사가 임금님을 만난 자리에서 근사한 옷을 지어주겠다고 하였으나, 이들이 지어준 옷은 "눈에 보이지 않는 옷"이었다. 그렇지만 임금님의 눈에 보이지 않는다는 옷은 실제로는 아무것도 없는 옷이었다.
임금님이 이 옷을 입고 길거리를 행진하자 사람들은 처음에는 임금님을 칭송하면서도 본인들도 덩달아 바보 소리를 듣고 싶지 않아서 일부러 함구하고 있었다. 그런데 한 아이가 "임금님이 벌거벗었다."는 진실을 말하면서 진실을 이야기하기 시작하였고, 그제서야 임금님은 본인이 아무것도 안 입었다는 것을 깨달았지만, 체통을 생각해서 아랑곳하지 않고 계속해서 행차해 나갔다. 이 작품은 수십 개 이상의 언어로 번역되었다.

## 같이 보기
- 애빌린의 역설
- 동조실험
- 집단사고
- 다원적 무지
- 침묵의 나선